# Харино (Татарстан)
 Харино  — деревня в Верхнеуслонском районе Татарстана. Входит в состав Кильдеевского сельского поселения.

## География
Находится в западной части Татарстана на расстоянии приблизительно 33 км на юго-запад от районного центра села Верхний Услон у речки Чангара.

## История
Известна с 1646 года как починок Никонов. Упоминалась также как Харино-Ключ. Принадлежала некоторое время Свияжскому Троицкому монастырю.

## Население
Постоянных жителей было в 1782 — 66 душ мужского пола, в 1859—369, в 1897—701, в 1908—796, в 1920—797, в 1926—613, в 1938—418, в 1949—298, в 1958—261, в 1970—152, в 1979 — 81, в 1989 — 44. Постоянное население составляло 109 человек (русские 63 %) в 2002 году, 88 в 2010.